# Space Squash
Space Squash (スペーススカッシュ) é um jogo de esporte que foi lançado exclusivamente no Japão pela Coconuts Japan, em 1995 para o console portátil Virtual Boy.
O jogo é essencialmente uma versão em 3D de Pong. O jogador controla um robô que se move para horizontal e verticalmente para interceptar a bola que se move pela tela. Sua jogabilidade é semelhante à de jogos como Super Glove Ball, para NES, ou Cosmic Smash, para Dreamcast.